# Никольское (Челябинская область)
Нико́льское — село в Уйском районе Челябинской области России. Входит в состав Соколовского сельского поселения.

## География
Село находится в центральной части области, в лесостепной зоне, преимущественно на правом берегу реки Малая Увелька, на расстоянии 22 км (по прямой) к северо-востоку от села Уйское, административного центра района. Абсолютная высота — 331 м над уровнем моря.
Часовой пояс
Село Никольское, как и вся Челябинская область, находится в часовой зоне МСК+2. Смещение применяемого времени относительно UTC составляет +5:00.

## Население
| 2002 | 2010 |
| ---- | ---- |
| 421  | ↘395 |

Гендерный состав
По данным Всероссийской переписи населения 2010 года, в гендерной структуре населения мужчины составляли 47,8 %, женщины — 52,2 %.
Национальный состав
Согласно результатам переписи 2002 года, в национальной структуре населения русские составляли 77 %.

## Улицы
| - ул. Заречная, - ул. Молодёжная, | - ул. Центральная, - ул. Школьная. |